# Ortodossia di rito occidentale

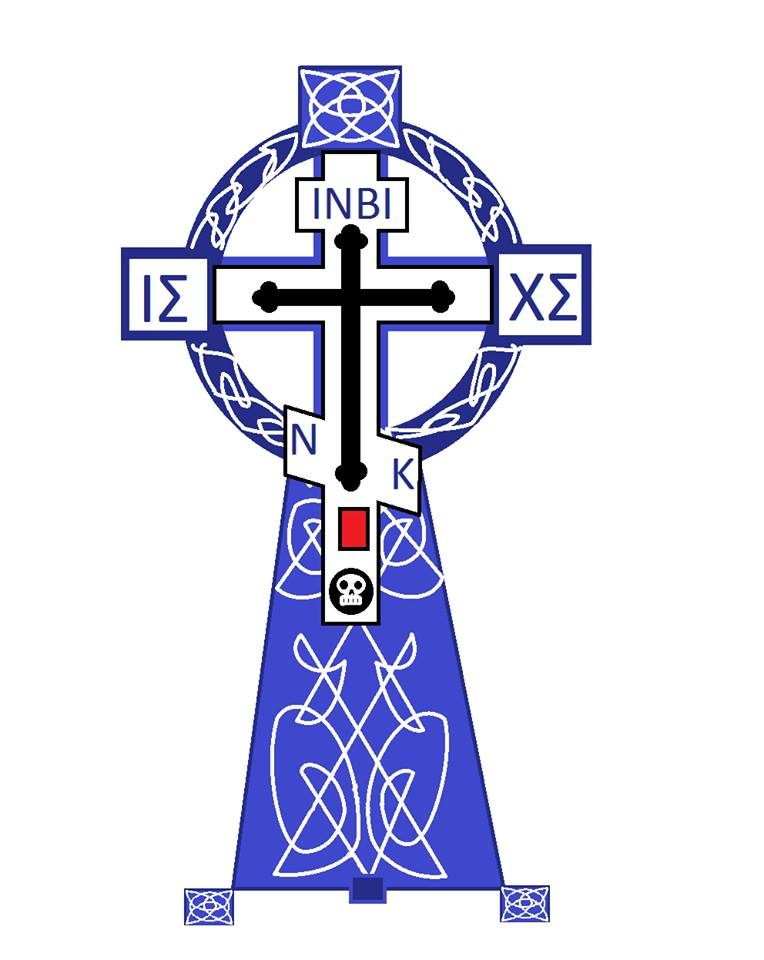
La croce celtica e il simbolo della croce del Golgota

La Ortodossia di rito occidentale è la liturgia del rito latino in utilizzo presso alcune comunità del Patriarcato greco-ortodosso di Antiochia in Nord America e della Chiesa ortodossa russa fuori dalla Russia. Queste comunità all'interno della Chiesa ortodossa e le Chiese ortodosse orientali sono fortemente minoritarie, sono diffuse prevalentemente in nazioni a maggioranza cattolica o protestante e composte perlopiù da parrocchie amministrate da vescovi di rito bizantino.

## Storia

### Età contemporanea

#### L'Ortodossia Cattolica e l'Anglo-Cattolicesimo
La prima idea di un rito ortodosso occidentale sorse nel 1864 da un laico ortodosso e professore tedesco, Julian Joseph Overbeck, che insegnava alla Royal Military Academy di Woolwich, in Inghilterra. Originariamente egli era stato un presbitero cattolico-romano, ma, poiché non ammetteva il primato papale, passò al luteranesimo e si sposò. Nel 1863 si trasferì in Inghilterra per ottenere una cattedra di lingua tedesca; qui studiò la storia della Chiesa Anglicana e della Chiesa ortodossa, e nel 1865, a 44 anni d'età, fu ammesso nella Chiesa ortodossa russa nell'ambasciata russa a Londra da padre Eugene Popoff, cappellano dell'ambasciata.
Nel 1866 pubblicò L'Ortodossia cattolica e l'Anglo-Cattolicesimo; da quel momento cominciò un lavoro durato vent'anni. Lo scopo di quest'opera era quello di creare una "Chiesa ortodossa occidentale" in suolo britannico; per questo intento egli ricevette dalla Chiesa ortodossa russa molti titoli onorifici e collaborò con alcuni pastori protestanti. Ciononostante, Overbeck condannò in uno scritto polemico le Chiese occidentali (il Cattolicesimo e il Protestantesimo), spiegando i motivi per cui esse non potessero essere ammesse alla Comunione ortodossa.
Intanto, l'idea di una Chiesa ortodossa occidentale attirò alcuni presbiteri e laici, tra i quali anche alcuni accademici, tanto che il Movimento di Oxford presentò 122 firme per sollecitare la Chiesa ortodossa russa a stabilire una Chiesa di rito occidentale in piena comunione con quella di rito orientale.  L'idea venne approvata, e Overbeck presentò un progetto di liturgia occidentale, composto dalla Messa tridentina con l'aggiunta dell'epiclesi, del trisagio e con la rimozione del Filioque dal Credo niceno, celebrata per la prima volta nel 1871. Negli anni successivi, cercò di dialogare con i Vetero-cattolici, che si erano separati da Roma poiché rifiutavano il dogma dell'infallibilità papale.
Ad Overbeck non fu permesso dal Sinodo ortodosso russo di presiedere la sua liturgia, perché egli era di fatto un laico; pur avendo espresso al Sinodo ortodosso russo il proprio desiderio di ricevere l'ordinazione presbiterale, tale richiesta non fu esaudita, perché Overbeck si era sposato dopo essere stato ordinato prete nella Chiesa cattolico-romana, mentre il mondo ortodosso - che pure ordina preti anche uomini sposati - non ammette la celebrazione del matrimonio dopo l'ordinazione. Questo rifiuto è coerente con i rapporti che intercorrono tra Chiesa cattolica e Chiese ortodosse, le quali, pur divise dallo scisma, riconoscono reciprocamente la validità dei sacramenti, tra cui appunto l'Ordine sacro.
Nel 1876 Overbeck fu chiamato a vari sinodi ortodossi e fece un viaggio a Costantinopoli nel 1879. Lì fu ricevuto dal Patriarca ecumenico, che lo autorizzò a pronunciare sermoni e a redigere materiale apologetico.
Tre anni più tardi, il Patriarca ecumenico e il suo Sinodo diedero la loro approvazione condizionata al rito occidentale e alla creazione di monasteri che seguissero la spiritualità benedettina. Tuttavia, tanto il rito liturgico quanto la creazione di un monachesimo ortodosso di spiritualità occidentale ebbero scarsi risultati, tanto che il Sinodo della Chiesa ortodossa greca di Londra, nel 1892, fece pressioni sul Patriarcato di Costantinopoli confutando il diritto teorico dei fedeli occidentali ad avere un rito occidentale approvato dalla Chiesa ortodossa. La rivista Rassegna cattolica ortodossa pubblicò l'ultimo articolo di Overbeck nel 1885. Egli morì nel 1905.

### Il XX secolo
Nel corso del XX secolo, l'opera di Overbeck ebbe poco seguito. Nel 1911, Arnold Harris Mathew, un vescovo vetero-cattolico romano, è entrato in unione con il Patriarcato di Antiochia sotto il Metropolita Gerasimos (Messarah) di Beirut e nel 1912, con il Patriarca ortodosso di Alessandria, questo vescovo elaborò un messale Vetero-cattolico, che è stato approvato in linea di rito occidentale dal Patriarca di Alessandria Fozio, che ha dichiarato:
"... Abbiamo dato grazie a Dio ... noi che omettiamo la clausola di Filioque e non accettiamo denaro per celebrare le messe. Siamo d'accordo con voi per quanto riguarda il rispetto della vostra autonomia e l'uso del rito latino in uso attualmente, per tanto tempo e per quanto è d'accordo con i Santi dogmi e i decreti canonici dei sette Sinodi ecumenici, che costituiscono la base della fede ortodossa."
Queste unioni sono state eseguite in breve tempo e durarono solo un periodo effettivo di alcuni mesi. Anche se queste unioni sono state oggetto di protesta dall'Arcivescovo di Canterbury, che ha espresso disaccordo con entrambi i gerarchi del Sinodo, mai una separazione presunta è stata formalmente sostenuta da alcuni ecclesiastici.
Per un breve periodo, una nuova parrocchia di rito occidentale è entrata in comunione con la Chiesa ortodossa russa nel 1890, una parrocchia cattolica di immigrati Vetero-cattolici europei in Wisconsin guidati da Padre José René Vilatte, si avvicina al vescovo Vladimir (Sokolovsky) al fine di essere elevata all'ortodossia. Il vescovo riceve il 9 maggio 1891 Padre Vilatte, ma lui viene consacrato alla fine all'episcopato dai gerarchi della Chiesa ortodossa siriaca del Malankara, tra cui il Metropolita Antonio Francisco Xavier Alvares, Akka Yulios di Goa, in data 29 maggio 1892. Ciò nonostante, lui e la sua parrocchia tornano al Vetero-cattolicesimo.

### La Chiesa cattolica-ortodossa di Francia
Questa Chiesa, in linea di principio, è stata fondata nel 1948, sotto il formato di una Chiesa con i riti francesi della antica liturgia gallicana. E dall'anno di fondazione, tale Chiesa ha moltiplicato le sue peregrinazioni alla ricerca di una giurisdizione appropriata. È stata successivamente sotto la giurisdizione del Patriarcato di Mosca (1948-1952), nell'esarcato dei fedeli di tradizione russa sotto il Patriarcato Ecumenico di Costantinopoli (1953-1956), e la Chiesa ortodossa russa fuori dalla Russia (1957-1966). Nei suoi inizi, è stato un piccolo gruppo guidato da un ex vescovo cattolico-liberali, Louis-Charles Winnaert (1880-1937), la cui comunità era conosciuta prima con il nome di Chiesa ortodossa occidentale (in francese, l'Église Orthodoxe Occidentale), e il suo fondatore come Archimandrita sotto il patrocinio di "Ireneo". Dal 1953, dopo che la comunità è stata invitata dal Patriarca di Mosca a passare al rito orientale, la Chiesa ortodossa occidentale si isola da questo Patriarcato, cambiando il suo nome in Chiesa ortodossa di Francia. La Chiesa è stata riconosciuta come una Chiesa autonoma dal metropolita Anastasio della Chiesa ortodossa russa fuori dalla Russia ed era in comunione con essa tra il 1959 e il 1966. Proprio in questo periodo è stato consacrato vescovo padre Kovalevsky con il nome di Jean de Saint Denis, l'11 novembre 1964 dall'arcivescovo John Maximovich (ora commemorato come santo nella Chiesa ortodossa), assistito dal Patriarca di Romania in vigore al momento. Nel 1966, il vescovo ha rotto con la Chiesa russa in esilio ed è tornato a essere privo di giurisdizione.

## Riti
- Divina Liturgia di San Tikhon, consistente nel Libro delle preghiere comuni e nel Messale anglicano adattati al rito bizantino con la rimozione del Filioque dal Credo niceno, e con l'aggiunta di preghiere per i morti, di invocazioni ai Santi, e con l'aggiunta dal rito bizantino dell'epiclesi e delle preghiere pre-eucaristiche. È usato da sacerdoti ex anglicani-episcopaliani del Patriarcato greco-ortodosso di Antiochia.
- Divina Liturgia di San Gregorio, adattamento della Messa Tridentina, con rimozione del Filioque dal Credo niceno e con aggiunta di epiclesi dal rito bizantino. È usato da sacerdoti ex cattolici, luterani o vetero-cattolici del Patriarcato greco-ortodosso di Antiochia e della Chiesa ortodossa russa fuori dalla Russia.
- Rito di Sarum, usato da comunità della Chiesa ortodossa russa fuori dalla Russia nel Regno Unito.
- Liturgia inglese, adattamento russo dell'edizione del 1549 del Libro delle preghiere comuni, con l'aggiunta dell'epiclesi dal rito celtico e di elementi del rito di Sarum.

*Rito mozarabico.

## Giurisdizioni

### Canoniche
- Patriarcato greco-ortodosso di Antiochia
  - Vicariato di rito occidentale
- Chiesa ortodossa russa fuori dalla Russia
  - Parrocchie e monasteri in Australia, Stati Uniti e Brasile.

### Non canoniche
- Comunione delle Chiese ortodosse occidentali
  - Chiesa ortodossa celtica (EOC)
  - Chiesa ortodossa francese (EOF)
  - Chiesa ortodossa dei Galli (EOG)
- Chiesa cattolica ortodossa di Francia (ECOF)